# Keskinensaari (ö i Tornedalen)
Keskinensaari är en ö i Finland. Den ligger i sjön Lampsijärvi och i kommunen Pello i den ekonomiska regionen  Tornedalens ekonomiska region  och landskapet Lappland, i den norra delen av landet, 700 km norr om huvudstaden Helsingfors. Öns area är 0,3 hektar och dess största längd är 80 meter i sydöst-nordvästlig riktning.